# El faller
El faller és un pasdoble faller compost el 1929 per Josep Serrano, com un encàrrec de la Societat Valenciana de Foment del Turisme. Es va estrenar el 18 de març del mateix any a l'Exposició Regional Valenciana, i va aconseguir una gran popularitat que prompte aniria en augment, sobretot quan se li va posar lletra i va poder ser cantat. Encara que en un principi es va encarregar la lletra a Teodor Llorente, este va rebutjar la proposta per falta de temps, i finalment va ser composta pel poeta Maximilià Thous. La versió amb lletra es va estrenar el 13 de març del 1931 al Teatre Apol·lo de València, en un apropòsit teatral realitzat per Thous com a pretext perquè es cantara la lletra.
El faller és considerat com l'himne de les falles de València i és una de les peces més escoltades durant estes festes. Entre els seus intèrprets més populars hi ha hagut el cantant Francisco i el grup Els Pavesos, amb la veu de Joan Monleon.